# ابراهیم غزنوی

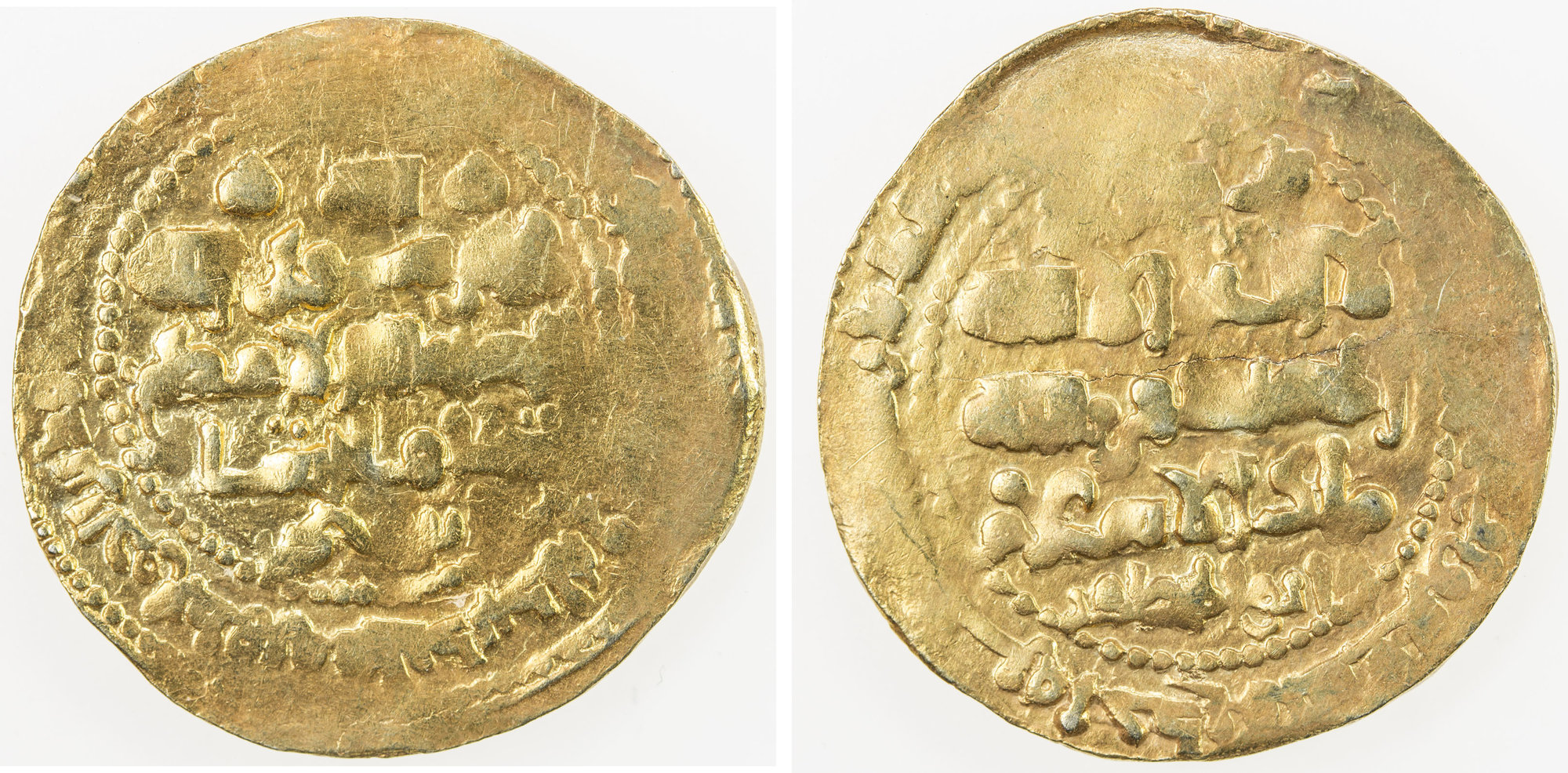
سکه یک دیناری ابراهیم غزنوی؛ ضرب غزنه ۴۹۱ هجری. عنوان شاهنشاه قبل از نام ابراهیم بر روی سکه و عنوان ابوالمظفر بر پشت آن

سلطان ابوالمظفر ظهیرالدوله رضی‌الدین ابراهیم بن مسعود بن محمود غزنوی (زادهٔ ۴۲۴ هجری قمری/۱۰۳۳ میلادی- مرگ ۴۹۲ هجری قمری/۱۰۹۹ میلادی) نهمین فرمانروای غزنوی از پشت سبکتگین بود. ابراهیم طولانی‌ترین دوران سلطنت را در میان غزنویان داراست، وی نزدیک به ۴۲ سال بر سر کار بود.

## زندگی
ابراهیم در هرات چشم به جهان گشود. او نهمین و واپسین پسر سلطان مسعود غزنوی بود. هنگامی که طغرل بر ولی نعمت خود عبدالرشید شورید، ابراهیم و برادرش فرخزاد در زندان برغند در بند بودند. طغرل دست به قتل شاهزادگان غزنوی زد و کسانی را هم از پی کشتن این دو برادر فرستاد. کوتوال دژی که آن دو در آن زندانی بودند در تحویلشان چند روزی درنگ کرد تا آنکه خبر کشته‌شدن طغرل بدو رسید و شاهزادگان جان سالم به‌در بردند. با سلطنت فرخزاد، ابراهیم به قلعه نای منتقل‌شد تا اینکه با مرگ فرخزاد ابراهیم از بند آزادشده و در ۱۹ صفر ۴۵۱ هجری قمری بر تخت نشانده‌شد.
ابراهیم پادشاهی مدیر و مدبر بود. او با سلجوقیان از در دوستی درآمد. وی در ۴۷۱ یا ۴۷۲ هجری متوجه هندوستان شد. او پس از سلطان محمود و مسعود، سومین فرمانروای غزنوی است که فتوحاتی در هندوستان دارد. ابراهیم دامنه تسلط غزنویان را بر این سرزمین گسترش داد و تا بنارس و قنوج و تانیسر هم پیش‌رفت، یکی از پسران خود به نام علاءالدوله مسعود را بر حکومت هند گماشت و با غنائم بسیار به غزنه بازگشت.
شمار فرزندان ابراهیم را چهل دختر و سی‌وشش پسر نوشته‌اند.
او را فردی دیندار و زاهد، علاقه‌مند به آبادانی و چیره‌دست در سیاست یادکرده‌اند. همچنین نظر به فتوحات و دینیاری‌اش او را با لقب محمود ثانی خوانده‌اند. با اینکه او تا حدودی عظمت از دسته‌رفتهٔ غزنویان را بازگرداند، ولی گفته‌شده که همواره از اینکه نمی‌تواند فتوحات دوران مسعود را بازگرداند اندوهگین بود. گفته‌اند که او دارای خطی خوش بود. او هر سال قرانی با خط خود می‌نوشت و به مکه معظمه هدیه می‌کرد (غفاری ۱۰۳–۱۰۴) و به گفته برخی یک سال به مکه و یکسال به مدینه (فرشته 48).
گفته‌اند شبها در محله‌ها می‌گشت و به بیوه زنان و محتاجان غذا می‌رساند. در عهد او داروی چشم، شربت بیماران و غذای پرهیزگاران از خزانه دولت تهیه می‌شد (قزوینی ۸۹، دولتشاه –۷۵). در رعیت پروری و اجرای عدالت بسیار کوشا بود، حکایتی که نظام الملک در مورد کمیابی نان و اقدام قاطع سلطان ابراهیم در رفع مضیقه و مجازات عامل آن آورده (ص ۵۳) بیانگر مردم دوستی و دادگستری اوست، به ترمیم خرابی‌ها و ایجاد آبادی‌ها سخت علاقه می‌ورزید. چندیدن قصبه مثلاً ایمن آباد، (منهاج ۲۳۹/۱، قزوینی ۹۰) بسیاری خانقاه، رباط، مسجد و مدرسه در راه خدا بنا کرد. (بناکتی، ۲۲۸، دولتشاه ۷۵، نفیسی همان‌جا).
ابوالحسن طبری ملقب به کیای هراسی از فقهای آن زمان وقتی به نزد سلطان به عنوان خبررسان سلطان بر کیارق رفته بود می‌گوید سلطان در هنگام سخن ابراهیم سلطان ناگهان گریه گرفت و گفت به خدا که خانه‌ای برای خود نساختم مگر آنکه کنار آن مسجد و مدرسه یا رباطی برای مردم ساختم (ابن کثیر ۱۲/۱۵۷، ابن جوزی ۱۰۹، ۱۱۰) او به ترمیم خرابی‌هایی اقدام کرد در دوران‌های قبلی به علت جنگ با سلجوقیان یا درگیری‌های داخلی پیش آمده بود اما همیشه حسرت دوران سلطان محمود یا آلپ تیگین را می‌خورد. اعتبار او تا حدی بود که شاهان سلجوقی به او لقب پدر دادند (مستوفی 404)